# Miquel Cuní i Martorell
Miquel Cuní i Martorell (Calella, 23 de maig de 1827 - Barcelona, 14 de maig de 1902) fou un entomòleg i botànic català.
Especialista en lepidopterologia, va ser secretari de l'Acadèmia de Ciències i Arts de Barcelona i, al 1899, un dels fundadors de la Institució Catalana d'Història Natural. Publicà diferents obres científiques i de divulgació. Va reunir una col·lecció d'insectes i un important herbari que cedí per a l'ensenyament. Al seu nom, foren dedicades diferents espècies d'insectes com Ascalaphus cunii, Ophonus cunii i Ephippiger cunii.